# Ива Крылова
Ива Крылова (лат. Salix krylovii) — вид деревянистых растений рода Ива (Salix) семейства Ивовые (Salicaceae).
Вид назван в честь русского ботаника Порфирия Никитича Крылова.

## Ботаническое описание
Низкий кустарник 40—150 см высотой с красновато-тёмно-бурыми, голыми и глянцевитыми годовалыми ветвями и пушистыми молодыми. Листья эллиптические, удлинённо-эллиптические или продолговато-обратнояйцевидные, обыкновенно коротко-заострённые, с косым и вдоль сложенным заострением, цельнокрайные, с немного завороченными на нижнюю сторону краями, при основании широко-клиновидные, редко закруглённые, 2—8 см длиной и 1—3 см шириной, в 2—3 раза длиннее своей ширины; снизу более или менее густо покрыты короткими тонкими курчавыми отстоящими волосками (кроме того иногда, преимущественно молодые, по жилкам — с более длинными, прямыми) и оттого густо беловойлочные, или же взрослые — сероватые от более рыхлого и тонкого войлочка; на верхней стороне они серовато-зелёные, негусто опушённые или почти гладкие, зелёные. Черешки 3—7 мм длиной; прилистники наблюдаются довольно часто, преимущественно на более сильных побегах, косо-яйцевидные или яйцевидно-ланцетовидные, равные или в 2—3 раза короче черешка.
Серёжки толстые и плотные, 2—4 см длиной, мужские — сидячие, овальные или овально-цилиндрические; женские — цилиндрические, на коротких веточках с несколькими мелкими листьями, при плодах удлиняются до 9 см. Прицветные чешуйки длинно-волосистые, черновато-бурые, при основании бледнее, яйцевидные или обратнояйцевидные, тупые, или коротко-заострённые, или же яйцевидно-ланцетовидные, 2—3 мм длиной; нектарник 1, продолговатый, тупой. Тычинок 2, с голыми, свободным или же иногда более или менее высоко сросшимися нитями; пыльники у засушенных экземпляров буровато-жёлтые или сероватые. Пестик на очень короткой (0,5 мм) ножке, которая почти равна или немного короче нектарника, завязь бело-войлочная, продолговато-яйцевидная или яйцевидно-коническая; столбик в нижней половине волосистый, короткий (около 0,5 мм), в 4—6 раз короче завязи, равный 2-лопастным рыльцам. Коробочка серовато-войлочная, 7—8 мм длиной.

## Распространение и экология
Центральная Азия (Казахстан), Сибирь и Дальний Восток России. Обитает в альпийской области на альпийских лугах, в мохово-лишайниковой тундре, по берегам ручьев и речек, на проточных болотах и каменистых склонах, в разреженных лесах (лесотундра); иногда образует заросли.

## Значение и применение
Поедается северным оленем (Rangifer tarandus). Представляет интерес для использования на веточный корм.
В Якутии ценное кормовое растение в рационе европейского лося (Alces alces Linnaeus).